# Симакис, Жак
Жак Симакис (фр. Jacques Simakis; 31 марта 1919, Шуази-ле-Руа — 22 сентября 2006, Бриньоль) — французский профсоюзный деятель, генеральный секретарь Французской конфедерации труда (ФКТ). Активный голлист, корпоративист, антикоммунист. Сотрудничал с голлистскими партиями и силовой структурой SAC. После разрыва с ФКТ основал Французский союз труда.

## Активист голлизма
Родился в семье мастера-литейщика греческого происхождения . При рождении получил имя Константин, но предпочитал именоваться более по-французски — Жак. Довоенная деятельность Жака Симакиса малоизвестна, но по некоторым утверждениям, он состоял во Французской социальной партии и движении Огненные кресты полковника де ля Рока . Был убеждённым французским националистом и антикоммунистом. Деятельность Симакиса в период Второй мировой войны в открытых источниках не освещалась, но после войны он был награждён как участник Сопротивления.
С 1945 Жак Симакис состоял на госслужбе в администрации Дордони. В 1949 поступил работать мастером, затем инженером в химическую компанию Рон-Пуленк. С 1952 примкнул к голлистскому профобъединению Всеобщая конфедерация независимых профсоюзов (CGSI). Стоял на правых позициях корпоративизма и классового сотрудничества, был жёстким противником Французской компартии (ФКП) и левого профобъединения Всеобщая конфедерация труда (ВКТ). Политически ориентировался на партию генерала де Голля Объединение французского народа (RPF). Сотрудничал с партийной службой порядка, участвовал в профсоюзных антикоммунистических акциях.

## Лидер ФКТ
В ходе внутреннего конфликта в CGSI в 1957 Жак Симакис основал новое профобъединение — Французскую конфедерацию независимых профсоюзов (CFSI). В 1959 CFSI Жака Симакиса и отколовшаяся от CGSI группа Кристиана Жаке учредили Французскую конфедерацию труда (CFT, ФКТ). Первым лицом ФКТ — генеральным секретарём — был избран Симакис. Этому способствовало отсутствие в его политической биографии связей как с ФКП, так и с режимом Виши. В то же время Симакис выглядел компромиссной фигурой: крупнейшие организации ФКТ, между руководителями которых шла борьба за лидерство, происходили из профсоюзов автомобилестроения — тогда как генеральный секретарь представлял профсоюзы химпрома.
Во главе ФКТ Жак Симакис стоял более полутора десятилетий. ФКТ позиционировалась в профдвижении как антикоммунистический бастион, пропагандировала «третий путь», противостояние марксизму и либерализму. Численность профобъединения к 1967 достигала 100 тысяч человек, но сильно уступала ВКТ и Форс увриер. Симакис полностью поддерживал президента де Голля, лично встречался с ним. В событиях Красного мая 1968 ФКТ Симакиса не поддержала призыв к всеобщей забастовке, проводила акции за де Голля и «свободу труда», участвовала в массовой голлистской демонстрации 30 мая.
Тесное сотрудничество с голлистской «параллельной полицией» SAC, формирование силовых групп, участие ультраправых активистов, физические столкновения с ВКТ и коммунистами, нападения и избиения создали ФКТ одиозную репутацию не только «жёлтого профсоюза», но и «ополчения боссов», даже «фашистов и бандитов». Этот имидж распространился и персонально на Жака Симакиса. В то же время отмечались такие черты ФКТ, как смелость, упорство, новаторство, непохожесть на стереотипную профсоюзную бюрократию.

## Основатель ФСТ
После отставки президента Шарля де Голля в 1969 и кончины президента Жоржа Помпиду в 1974 во Франции произошла смена власти. Новым президентом был избран кандидат либерального Союза за французскую демократию Валери Жискар д’Эстен. Эти изменения отразились на положении профсоюза. В 1975 новым генеральным секретарём ФКТ был избран Огюст Блан, руководитель профсоюзных организаций автомобильных заводов Citroën. Жаку Симакису был предложен статус почётного президента. Он отказался, со скандалом вышел из ФКТ и основал Французский союз труда (UFT, ФСТ).
В новое объединение вошли несколько профсоюзов работников пищевой промышленности, жилищно-коммунального обслуживания, гражданской авиации, портов, автотранспорта и секьюрити. Идеология и программа ФСТ практически не отличались от ФКТ, кроме акцентированного пужадизма. В целом влияние ФСТ в профдвижении было меньшим, нежели ФКТ.
До 2000 Жак Симакис возглавлял ФСТ и профсоюз смотрителей и уборщиков зданий. В 1982, после резни в Орьоле, выступал перед парламентской комиссией по расследованию деятельности SAC. В 1990 был судьёй по трудовым спорам. Опубликовал несколько книг о социальных проблемах Франции, профсоюзном движении, корпоративистских проектах. Наибольшей интерес вызвала книга Симакиса De Gaulle m’a dit — Де Голль мне сказал. Скончался Симакис в возрасте 87 лет.

## Личность
Жак Симакис был женат, имел двух дочерей. Наблюдатели отмечали за ним авторитарные черты, амбициозность, высокое мнение о себе. С другой стороны, он отличался сильным характером, деловитостью, компетентностью, определённой харизмой.